# كابيلون
كابيلون (بالكردية: گاپیلۆن)‏ هي مدينة عراقية ومركز ناحية كابيلون مركز قضاء شاربازير في محافظة السليمانية شمال العراق.